# Campovassouria
Campovassouria là một chi thực vật có hoa trong họ Cúc (Asteraceae).

## Loài
Chi Campovassouria gồm các loài: